# 이산 푸리에 변환
이산 푸리에 변환(Discrete Fourier Transform, DFT)은 이산적인 입력 신호에 대한 푸리에 변환으로, 디지털 신호 분석과 같은 분야에 사용된다.
이산 푸리에 변환은 고속 푸리에 변환(Fast Fourier Transform,FFT)을 이용해 빠르게 계산할 수 있다.  이외에 이산 푸리에 변환을 계산하는 알고리즘으로  
Goertzel 알고리즘(Goertzel algorithm)이 있다.  이 알고리즘은 특히 전화 통화에 있어서  tone detection에 쓰인다. 
이산 푸리에 변환을 논하기 전에 먼저 푸리에 변환식을 보자.  시간 연속적 신호(continuous-time signal) {\displaystyle x(t)}의 푸리에 변환은 다음과 같이 정의된다.
{\displaystyle X({\boldsymbol {\omega }})=\int _{-\infty }^{\infty }x(\mathbf {t} )e^{-i{\boldsymbol {\omega }}\cdot \mathbf {t} }\,d\mathbf {t} }
여기서 t 와 ω 는 n-차원 벡터들이고, t · ω 는 벡터들의 내적(dot product)이다.
따라서, 미적분학이 필요하다. 반면에 DFT는 무한 적분을 유한 합으로 대체한다. 신호 x의 DFT는
{\displaystyle X({\boldsymbol {\omega }}_{k})=\sum _{n=0}^{N-1}x(t_{n})e^{-i\omega _{k}t_{n}},\qquad k=0,\cdots ,N-1\qquad \qquad (1)}
X(ωk): 주파수 ωk 에서 x 의 스펙트럼
x(tn): 시간 tn에서 입력 신호의 진폭(amplitude, 실수 또는 복소수)
tn : nT = n 번째 샘플링 instant(sec) n:양의 정수
ωk  : kΩ= k 번째 주파수 샘플 (rad/sec)
Ω: 2π/NT = radian-주파수 샘플링 간격 (rad/sec)
T : 샘플링 간격 (sec)
N = 시간 샘플 수 또는 주파수 샘플 수(number of samples)

미적분학은 DFT(또는 우리가 보게 될 그 역)를 정의하는 데 필요하지 않으며, 유한합의 한계를 사용하면 무한대에 어려움을 겪지 않아도 된다(실제로 {\displaystyle x(t_{n})}은 유한하며, 이는 항상 참이다). 또한 디지털 신호처리 분야에서 신호와 스펙트럼은 샘플링된 형식으로만 처리되므로 어쨌든 DFT가 실제로 필요하다(가능한 경우 FFT를 사용하여 구현). 요약하면 DFT는 푸리에 변환보다 수학적으로 더 간단하고 실제 계산과 관련이 깊으며, 동시에 기본 개념은 동일하다.

## 정의
{\displaystyle N}개의 이산적인 복소수 신호 {\displaystyle x_{0},x_{1},x_{2},\cdots ,x_{N-1}}들을 복소수 값 {\displaystyle X_{0},X_{1},X_{2},\cdots ,X_{N-1}}으로 변환하는 이산 푸리에 변환식은 T=1로 두면, (1)식으로부터 다음과 같이 정의된다.
{\displaystyle X_{k}\equiv \sum _{n=0}^{N-1}x_{n}e^{-{\frac {2\pi i}{N}}kn},\qquad k=0,\cdots ,N-1\qquad \qquad (2)}
또한 역변환(Inverse Discrete Fourier Transform, IDFT)은 다음과 같이 정의된다.
{\displaystyle x_{n}={\frac {1}{N}}\sum _{k=0}^{N-1}X_{k}e^{{\frac {2\pi i}{N}}kn},\qquad n=0,\cdots ,N-1}

## 특성(Properties)
선형성(Linearity)
시간 및 주파수 반전(Time and frequency reversal)
시간 켤레(Conjugation in time)
실수부와 허수부(Real and imaginary part)
직교성(Orthogonality)
플란케렐 정리와 파세발 정리(The Plancherel theorem and Parseval's theorem)
주기성(Periodicity)
이동정리(Shift theorem)
원형 합성곱 정리 및 상호 상관 정리(Circular convolution theorem and cross-correlation theorem)
컨볼루션 정리의 이중성(Convolution theorem duality)
삼각 보간 다항식(Trigonometric interpolation polynomial)
유니타리 DFT(The unitary DFT)
역 DFT를 DFT로 표현하기(Expressing the inverse DFT in terms of the DFT)
고유치와 고유벡터(Eigenvalues and eigenvectors)
불확정성 원리(Uncertainty principles)
실수 및 순수 허수 신호의 DFT(DFT of real and purely imaginary signals)

## 같이 보기
- 고속 푸리에 변환
- 푸리에 관련 변환의 목록